# Parafia św. Józefa w Bądeczu
Parafia św. Józefa w Bądeczu – parafia rzymskokatolicka w dekanacie Wysoka w diecezji bydgoskiej. 
Erygowana 25 lipca 1928.
Miejscowości należące do parafii: Bądecz, Gmurowo, Kostrzynek, Nowa Rudna, Podróżna, Rudna i Stare.